# Монте-Арчибесси
Монте-Арчибесси (итал. Monte Arcibessi) — вершина на острове Сицилия.
Высота над уровнем моря — 906 м, третья в Иблейских горах. Гора расположена на территории провинции Рагуза между Рагузой в Киарамонте-Гульфи. Геологически Монте-Арчибесси с окружающими горами является частью миоценового потухшего вулкана.
Являясь одной из высочайших в юго-восточной Сицилии, гора является местом для расположения на ней многочисленных антенн для радиостанций и телевизионных передатчиков.
Климат в районе горы — средиземноморский, но зимой возможны снегопады. У подножия климат мягче. Склоны горы покрыты лесом, а также используются для сельскохозяйственных нужд.